# Tabwémasana
Tabwémasana är ett berg på ön Espiritu Santo i Vanuatu. Det är Vanuatus högsta och en av Oceaniens högsta punkter med en höjd av 1 877 meter över havet .
Berget består egentligen av två toppar och lokalbefolkningen tror att dessa två, man och kvinna, förenas nattetid.
Fram till 1970-talet låg byn Kerepua på bergets sluttning, en dagsvandring från kusten genom regnskogen. Men, under senare delen av 1970-talet flyttades den, liksom många andra bergsbyar, till kusten och är nu utgångspunkt för de som vill bestiga berget. Mycket få turister bestiger berget och mindre än sex personer om året når toppen. Detta beror främst på det isolerade läget och svårigheterna att nå toppen, som klassificeras som ultrasvår. 